# Raión de Makariv
Makáriv (en ucraniano: Макарівський район) es un raión o distrito de Ucrania en el óblast de Kiev. 
Comprende una superficie de 1364 km².
La capital es la ciudad de Makáriv.

## Demografía
Según estimación 2010, contaba con una población total de 47.915 habitantes.

## Otros datos
El código KOATUU es 3222700000 . El código postal 08000 y el prefijo telefónico +380 4578.